# 鍋島灯台
鍋島灯台（なべしまとうだい）は香川県坂出市の鍋島に建つ石造の灯台。瀬戸内に設置された最初の灯台。国の重要文化財に指定されている。
瀬戸内海国立公園にあり、塩飽諸島に属する鍋島は本州四国連絡橋の中間点にある与島の南側から繋がれた島で、灯台からは北備讃瀬戸大橋を望むことができる。
「日本の灯台の父」と呼ばれるリチャード・ヘンリー・ブラントンの設計により築造された。
この灯台は、歴史的文化財的価値が高いAランクの保存灯台である。

## 歴史
- 1872年（明治5年）11月15日に初点灯した[1]。最初の光源は植物油による二重芯ランプ[1]、灯質は不動白光[1]、三等レンズ不動発光500カンデラだった。
- 1921年（大正10年）12月15日に赤緑互光の灯質に変わり、水銀槽による回転式灯器となった[1]。
- 1962年（昭和37年）11月15日に発電機(100V300W)の設置で電化される[1]。
- 1979年（昭和54年）3月22日、灯台の南側の海域でタンカーと貨物船が衝突。タンカーから原油250キロリットルが流出[5]。
- 1991年（平成 3年）3月29日に無人化される[1]。
- 2009年（平成21年）近代化産業遺産群 続33(16:灯台)に認定される[6]。
- 2022年（令和4年）12月12日に国の重要文化財に指定[7]。

## 退息所

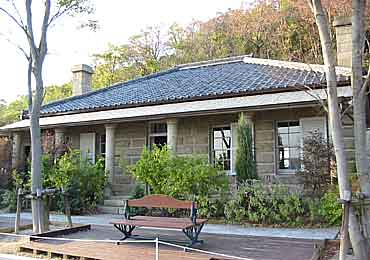
四国村にある旧鍋島灯台退息所

灯台と同じブラントンの設計による1873年（明治6年）竣工、石造の退息所（灯台職員宿舎）、倉庫、水槽（3基）、日時計が、1998年（平成10年）に「四国村（四国民家博物館）」（香川県高松市）へ移築保存されている。
2000年（平成12年）に「四国村鍋島燈台退息所」として国の登録有形文化財に登録されている。

## 風見鶏
灯台頂部に設置されている風見鶏の方向表示が、一般的なアルファベット表示ではなく、漢字の「東西南北」が表記されている。

## 一般公開
通常は非公開である鍋島灯台だが、桜時期の4月に一般公開される。
灯台前広場への垂れ桜（成木1本と苗木4本）植樹計画を香川県観光協会が2005年に発表し、翌年の開花時期となる4月(8～9日)には桜の花と共に鍋島灯台を高松海上保安部が一般公開した。
2013年には瀬戸大橋塔頂と共に「瀬戸大橋スカイブリッジツアーと鍋島灯台」とするイベントが11月3日に開催され、鍋島灯台も一般公開された。